# Le Silence et la Colère
Le Silence et la Colère est un roman de l'écrivain Pierre Lemaitre publié le 10 janvier 2023. Il s'agit du deuxième volume de la suite romanesque intitulée Les Années glorieuses consacrée aux Trente Glorieuses qui ménage un lien avec la trilogie précédente Les enfants du désastre (comprenant Au revoir là-haut, Couleurs de l'incendie et Miroir de nos peines). On retrouve le « personnage collectif » introduit au roman précédent Le Grand Monde, la famille Pelletier. L'intrigue se déroule en 1952 essentiellement en France métropolitaine, et dans une moindre mesure, au Liban. Celle-ci est racontée au travers de péripéties vécues par les trois membres de la fratrie dans différents lieux et situations.

## Résumé
On retrouve les membres de la famille Pelletier, et les événements se déroulent à nouveau pendant la même année (1952), mais leur cadre géographique est un peu plus resserré que le tome précédent (1948). Le récit se déroule essentiellement en France métropolitaine, à Paris, mais aussi dans plusieurs villes de province : dans les Ardennes, en Normandie, dans un village fictif de Bourgogne et dans une moindre mesure, au Liban où Louis, le patriarche, réside toujours avec son épouse Angèle.
On y suit également les trois enfants restants de la fratrie. Jean, l’aîné, toujours mal marié et confronté à sa propre violence, survit grâce à l’amour qu’il porte à sa fille de 3 ans, et étend son commerce de textile dans la capitale. François, journaliste talentueux et ambitieux, vit une romance passionnée, mais tumultueuse. Hélène, la cadette devenue elle aussi journaliste, enquête sur la construction d’un immense barrage hydroélectrique qui va engloutir un village, tout en devant faire preuve de détermination, étant une femme dans un monde d’hommes. Dans ce volet, c'est principalement cette dernière qu'on peut considérer comme l’héroïne du récit, bien que la famille Pelletier en reste le « personnage collectif » principal.

## Accueil critique
Les critiques de la presse sont globalement très positives.
Le journal Ouest-France, dans un article intitulé Pourquoi faut-il courir acheter « Le Silence et la Colère » de Pierre Lemaitre ? rend hommage à un livre engagé sur les droits des femmes. Le journal Le Parisien évoque « un pavé de près de 600 pages difficile à lâcher une fois commencé » ainsi qu'une « fresque romanesque toujours aussi passionnante et portée pas des personnages hauts en couleur ». Le journal 20 Minutes évoque un livre qui se lit avec « jubilation » et « le bonheur de vivre à l’époque d’un auteur qui nous montre nos travers en les replaçant dans le souffle de l’histoire ». Paris Match décrit un roman avec lequel Pierre Lemaitre « poursuit avec brio sa saga d’après-guerre », tandis que Sud Ouest évoque un roman « vivant et réjouissant ».
Dans la presse étrangère, le quotidien québécois Le Devoir classe ce livre parmi les incontournables de la rentrée littéraire française, tandis que le quotidien suisse Le Temps le décrit comme « une locomotive lancée à plein régime : on y entre avec fracas, on en sort un peu fracassé, à l’image du XXe siècle dont Pierre Lemaitre écrit l’histoire ».
Plusieurs critiques comparent Pierre Lemaitre à Honoré de Balzac et Émile Zola, grands écrivains « feuilletonistes » du XIXe siècle,,.

## Analyse
Parmi les sujets d'actualités en 1952 évoqués dans le roman, on trouve : la construction d'un barrage inspirée par celui du Chevril près du village de Tignes en Savoie, le baby-boom, ainsi que des sujets tabous comme l'avortement ou le machisme très répandu dans la société française.
Le journal 20 Minutes analyse le titre, le mot « silence » comme une allusion à ces tabous sociaux provoquant des secrets, non-dit et dissimulations entre les personnages, et la « colère » comme une allusion aux multiples conflits et rapports de forces qui régissent la société : intérêts des campagnes contre les villes, des patrons contre ceux des ouvriers, des femmes contre la société patriarcale, et plus généralement la modernité contre « l'archaïsme ».